# Megarasbora elanga
Megarasbora elanga är en fiskart som först beskrevs av Hamilton 1822.  Megarasbora elanga ingår i släktet Megarasbora och familjen karpfiskar. IUCN kategoriserar arten globalt som livskraftig. Inga underarter finns listade i Catalogue of Life.